# Sidi Chalid (Sidi Bu-l-Abbas)
Sidi Chalid (arab. سيدي خالد; fr. Sidi Khaled) – jedna z 52 gmin w prowincji Sidi Bu-l-Abbas, w Algierii, znajdująca się w środkowej części prowincji. Położona jest na południe od Sidi Bu-l-Abbas. W 2008 roku gminę zamieszkiwało 7167 osób. Numer statystyczny gminy w Office National des Statistiques d'Algérie to 2227.